# Parafia Najświętszego Serca Pana Jezusa w Zduńskiej Woli-Karsznicach
Parafia Najświętszego Serca Pana Jezusa w Zduńskiej Woli-Karsznicach – parafia rzymskokatolicka znajdująca się w archidiecezji łódzkiej w dekanacie łaskim.

## Historia
Parafia został erygowana 28 września 1947 r. przez bp. Michała Klepacza. Kościół został wzniesiony w latach 1985–1987 według projektu architekta Mirosława Rybaka. Zbudowany jest na planie sześcioboku, a bryłę zamykają kaskadowe dachy. Nawa główna oraz dwie przylegające kaplice są rozdzielone zakrystią.

## Proboszczowie
- ks. Stefan Brzozowski (1947–1954)
- ks. Jerzy Ryszelewski (1954–1959)
- ks. Stanisław Pierzchała (1959–1967)
- ks. Bolesław Grabowicz (1967–1971)
- ks. Juliusz Fortak (1971–1984)
- ks.  Janusz Krakowiak (1984–1998)
- ks. Wiesław Jonczyk (1998–2007)
- ks. Stanisław Dwornik (2007–2022)
- ks. Andrzej Kroczek (od 2022) źródła:[2][3]